# Les Ventes
Les Ventes là một xã thuộc tỉnh Eure trong vùng Normandie miền bắc nước Pháp.